# Anoplodactylus spinirostrum
Anoplodactylus spinirostrum är en havsspindelart som beskrevs av Stock, J.H. 1973. Anoplodactylus spinirostrum ingår i släktet Anoplodactylus och familjen Phoxichilidiidae. Inga underarter finns listade i Catalogue of Life.